# Porschdorf
Porschdorf je vesnice, místní část města Bad Schandau v německé spolkové zemi Sasko. Nachází se v zemském okrese Saské Švýcarsko-Východní Krušné hory a má 439 obyvatel.

## Historie
Porschdorf byl založen jako lesní lánová ves ve středověku. První písemná zmínka pochází z roku 1443, kdy je uváděn jako Borsdorff a Borestorf. V letech 1539 až 1904 byla vesnice farně příslušná ke Königsteinu. V roce 1974 byl k Porschdorfu připojen Waltersdorf a roku 1994 Prossen. K 1. lednu 2012 se celá obec připojila k městu Bad Schandau.

## Geografie
Vesnice se nachází v pískovcové oblasti Saského Švýcarska. Na její území zasahuje část národního parku Saské Švýcarsko. Mezi Porschdorfem a Bad Schandau je vklíněna samostatná obec Rathmannsdorf. Severovýchodně od hlavní zástavby se stékají řeky Polenz a Sebnice a vytváří společný tok Lachsbach, pravý přítok Labe. Kolem nich se rozkládá evropsky významná lokalita Lachsbach- und Sebnitztal. Severně od vesnice se nachází vrch Bockstein (245 m), v meandru Labe pak stolová hora Lilienstein (415 m). Údolím Sebnice a Lachsbachu prochází železniční trať Budyšín – Bad Schandau, na které se nachází zastávka Porschdorf.

## Pamětihodnosti
- historizující vesnický kostel z let 1903–1904